# Hải âu lớn đuôi ngắn
Hải âu lớn đuôi ngắn (danh pháp hai phần: Phoebastria albatrus) là một loài chim biển lớn có nguồn gốc từ khu vực Bắc Thái Bình Dương, thuộc họ Hải âu mày đen. Hải âu lớn đuôi ngắn được mô tả lần đầu tiên bởi nhà tự nhiên học người Đức Peter Simon Pallas từ mẫu da được thu thập bởi Wilhelm Georg Steller (người mà tên gọi của ông sau này đã trở thành tên gọi khá phổ biến của loài Hải âu này). Mặc dù có họ hàng gần gũi với những loài hải âu lớn Bắc Thái Bình Dương khác nhưng chúng cũng bộc lộ nhiều hành vi và hình thái tương tự với những loài Hải âu lớn ở Nam Thái Bình Dương. Sau khi được biết đến rộng rãi, loài hải âu này đã nhanh chóng phải đối mặt với nguy cơ của sự tuyệt chủng do việc buôn bán lông của chúng gây ra. Tuy nhiên những năm sau này, nguy cơ đó đã được giảm thiểu đáng kể từ nỗ lực bảo tồn của nhiều tổ chức, cá nhân và chính phủ.

## Mô tả
Hải âu lớn đuôi ngắn là loài hải âu có kích thước trung bình, với sải cánh dài từ 215–230 cm, chiều dài cơ thể vào khoảng 84–94 cm và trọng lượng cơ thể có thể đạt từ 4,3 đến 8,5 kg. Bộ lông của những con trưởng thành chủ yếu là màu trắng, những chiếc lông cánh và đuôi (hoặc là phần cuối của chúng) có thể là màu đen. Phần sau gáy của chúng có màu vàng kéo dài xuống tạo thành một chiếc vòng màu vàng bao quanh nửa trên chiếc cổ. Mỏ của chúng khá lớn và có màu hồng. Những con hải âu lớn đuôi ngắn khi già sẽ có đầu màu xanh, những con chim non thường có màu nâu và trở thành màu trắng khi đạt tuổi trưởng thành, thường vào độ tuổi 10-20 năm.

## Môi trường sống

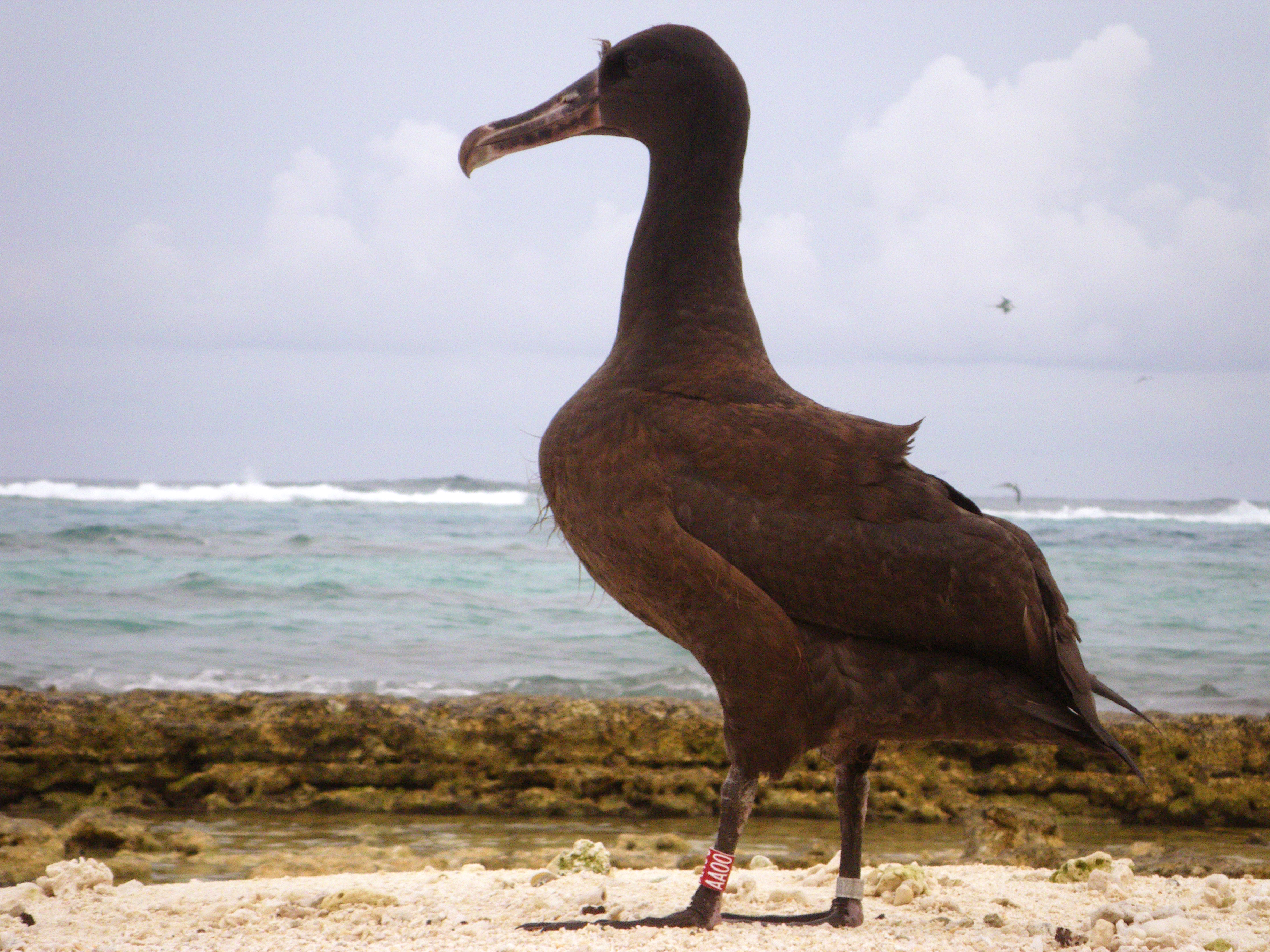
Chim non trước khi rời quần đảo Hawaii

Loài chim hải âu này hiện nay chủ yếu làm tổ trên bốn hòn đảo với đa số làm tổ trên đảo Torishima cùng với rất nhiều loài chim khác, trong khi phần lớn còn lại thường làm tổ trên các hòn đảo Minami và Kojima thuộc quần đảo Senkaku. Một cặp chim cái bắt đầu làm tổ trên đảo san hô vòng Kure vào cuối thập niên 2000, nhưng cho đến nay chúng chưa đẻ một quả trứng còn sống. Đồng thời cũng có một chú chim con đã được chào đời tại đảo san hô vòng Midway vào ngày 14 tháng 1 năm 2011. Cả hai đảo Midway và Kure đều nằm trong khu vực phía Tây Bắc quần đảo Hawaii.
Trong suốt cả mùa sinh sản, phạm vi hoạt động của chúng là toàn bộ khu vực Bắc Thái Bình Dương, những con đực trưởng thành và sắp thành niên thường tụ tập trong biển Bering và với những con cái là các khu vực ngoài khơi bờ biển Nhật Bản và vùng bờ biển phía Đông của Nước Nga. Chúng cũng có thể xuất hiện cả ở vùng biển ngoài khơi phía đông của khu vực California. Trên thực tế, loài hải âu này cũng nằm trong danh sách các loài có nguy cơ tuyệt chủng (Sách Đỏ) của Hoa Kỳ.
Thức ăn của loài hải âu lớn đuôi ngắn này chủ yếu là cá mực. Tuy nhiên chúng cũng thường hay bay theo các tàu đánh cá để thu nhặt những phần hải sản thừa mà những con tàu này thải ra.

## Bảo tồn
| Vị trí sinh sản | Cặp sinh sản | Xu hướng                   |
| --------------- | ------------ | -------------------------- |
| Torishima       | 1.922        | trên 25 từ 1954            |
| Minami-kojima   | 442          | không rõ                   |
| Tổng            | 2.364        | tăng 79% trong vòng 76 năm |

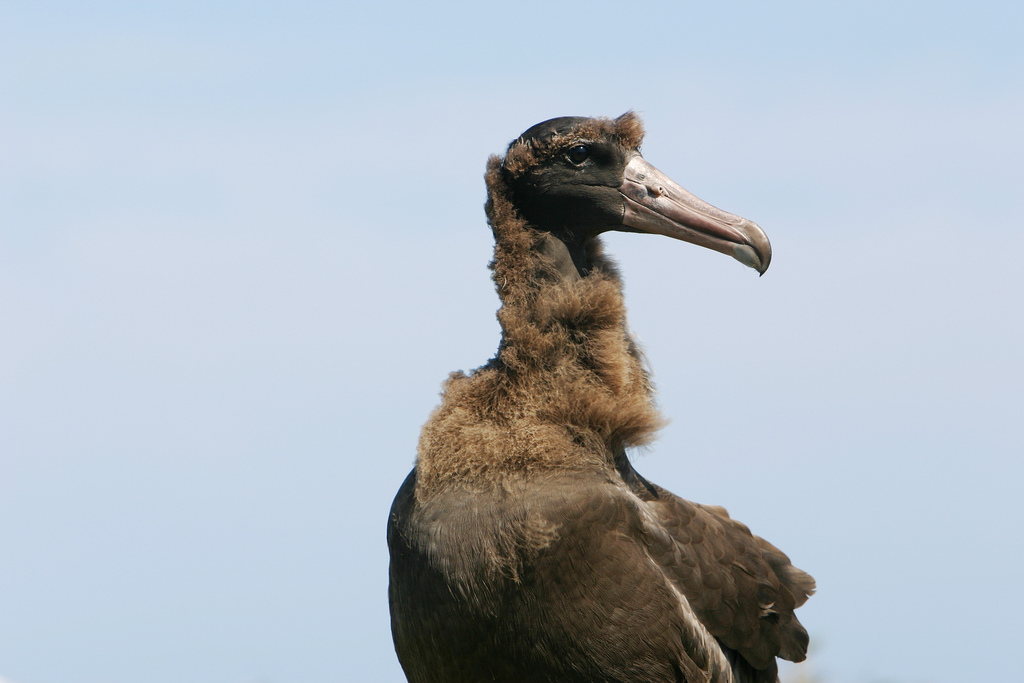
One of several chicks translocated to Muko-jima Island, Japan

Theo phân loại của IUCN, loài này thuộc nhóm loài dễ thương tổn, with an occurrence range of 34.800.000 km2 (13.400.000 dặm vuông Anh) và dải sinh sản rộng 9 km2 (3,5 dặm vuông Anh).
Hải âu lớn đuôi ngắn trước đây từng đi đến vực tuyệt chủng. Chúng bị săn bất ở quy mô công nghiệp để lấy lông vào nửa cuối thế kỷ 19, với ước tính lên đến 10 triệu con bị săn. Cho đến thập niên 1930 chỉ có những cá thể còn tồn tại trên đảo Torishima, trong những năm từ 1927 cho đến 1933 việc săn bắt tiếp tục diễn ra khu chính phủ Nhật Bản tuyên bố cấm săn bắt để bào tồn loài này, sau đó loài này dừng sinh sản trên đảo. Ở thời điểm đó loài này được cho là đã tuyệt chủng và việc nghiên cứu chúng trở nên không thể thực hiện được khi chiến tranh thế giới thứ 2 nổ ra. Năm 1949 một nhà nghiên cứu người Mỹ đã đến đảo này và tuyên bố loài hải âu lớn đuôi ngắn tuyệt chủng, nhưng một ước tính khác thì có khoảng 50 cá thể hầu hết trong số chúng là con chưa trưởng thành chống trên biển. Sau khi chim quay trở lại chúng được bảo vệ cẩn thận hơn, cà trứng đầu tiên được đẻ vào năm 1954. 
Có rất nhiều biện pháp được áp dụng để bảo vệ loài chim này. Nhật Bản, Canada, và Hoa Kỳ liệt kê loài này là một loài được bảo vệ. Torishima là một khu bảo tồn động vật hoa dã quốc gia, và các loài thực vật bản địa đang được trồng trên đảo để hỗ trợ vật liệu làm tổ cho chúng.